# 安居祥策
安居 祥策（やすい しょうさく、1935年1月16日 - ）は、日本の実業家。帝人元会長・社長。日本政策金融公庫元総裁。

## 来歴・人物
京都府京都市出身。京都大学経済学部卒業後の1957年に帝国人造絹絲入社。1981年海外事業第2部長、1982年フイルム販売部長、1986年に帝人商事物資本部長、1988年にテイジン・インドネシア・ファイバー・コーポレーション社長を歴任。1992年に帝人に戻り取締役、1993年に常務取締役、1994年に専務取締役を経て1997年に同代表取締役社長に就任。1999年にCEO同兼社長、2001年に同取締役会長を務め、2005年に相談役へ退く。
2007年に中小企業金融公庫総裁を務め、国民生活金融公庫、農林漁業金融公庫と国際協力銀行の国際金融部門が統合に伴ない、2008年10月日本政策金融公庫の発足と同時に同総裁となる。2013年10月を以って、退任（後任には細川興一）。2014年11月、旭日大綬章を受章。

## 著書
- 『いつも乱戦―ごまかしのない経営―』（日本経済新聞出版社、2010年8月）※日本経済新聞にて1ヶ月間連載した私の履歴書を改題・訂正。[2]